# کاندیلکا
کاندیلکا (به بلغاری: Kandilka) یک منطقهٔ مسکونی در بلغارستان است که در شهرستان کروموفگراد واقع شده‌است.